# Gümüşhanespor
Gümüşhanespor ist ein türkischer Fußballverein aus Gümüşhane.

## Geschichte

### Vereinsgründung
Gümüşhanespor wurde 1984 mit den Vereinsfarben rot-weiß gegründet.

### Bisher erfolgreichste Zeit
Die Saison 1997/98 gilt als die erfolgreichste Spielzeit der Vereinsgeschichte. Dem Verein gelang der Aufstieg in die zweite Liga und zugleich der Vorstoß bis in die sechste Runde im türkischen Pokal. Die Mannschaft schied dort gegen den Erstligisten Kocaelispor aus. Nach der Saison 1998/99 stieg der Verein wieder in die dritte Liga ab. In der darauffolgenden Spielzeit gelang der direkte Wiederaufstieg in die zweite Liga, in der sich die Mannschaft von Gümüşhanespor bis zur Saison 2003/04 halten konnte.

### Rückkehr in die 3. Liga
Nach der Spielzeit 2003/04 stieg der Verein bis in die vierte Liga ab und spielte zehn Jahre lang in der TFF 3. Lig. Durch den Playoffsieg in der Viertligasaison 2012/13 erreichte der Verein den indirekten Aufstieg in die TFF 2. Lig.

## Logo
Das Logo des Vereins wurde dem Ehrenpräsidenten Aydın Doğan gewidmet: Auf dem Logo ist ein Falke abgebildet, da Doğan auf Deutsch Falke bedeutet.

## Präsidenten
- Yusuf Özer (1994)
- Ercan Çimen (1994–1995)
- Naim Ağaç (1995–1999)
- Mustafa Akbulut (1999)
- Mustafa Canlı (1999–2004)
- Kurban Karagöz (2004–2012)
- Idris Çimen (2012–2015)
- Kaya Büyükbayraktar (2015–)

## Ligazugehörigkeit
- TFF 1. Lig: 1998–1999, 2000-03
- TFF 2. Lig: 1984–1988, 1990–1992, 1995–1998, 1999-00, 2003-04, seit 2013
- TFF 3. Lig: 2004–2013